# كيربي وايت
كيربي وايت (بالإنجليزية: Kirby White)‏ هو لاعب كرة قاعدة أمريكي، ولد في 3 يناير 1884 في هيلزبورو في الولايات المتحدة، وتوفي بنفس المكان في 22 أبريل 1943.

## وصلات خارجية
- كيربي وايت على موقع جمعية أبحاث البيسبول الأمريكية (الإنجليزية)